# Història de Liechtenstein
El Principat de Liechtenstein ha tingut una llarga història. Les fronteres de Liechtenstein han estat inalterades des 1434, quan el Rin va establir el límit entre el Sacre Imperi Romanogermànic i els cantons suïssos.
El modern territori conegut com a Liechtenstein va ser abans una part (tot i que diminuta) de la província de Rècia de l'antic Imperi Romà. Durant segles aquest territori, geogràficament exclòs dels interessos estratègics europeus, va contribuir poc a la història europea. Abans del govern de la dinastia actual, la regió era un recinte feudal d'una de les primeres línies de la Casa dels Habsburg. La Casa de Liechtenstein que governa actualment té el seu origen en la llunyana Silèsia.

## Edat mitjana
La dinastia de Liechtenstein, de la qual el Principat pren el seu nom (més que a l'inrevés) estava entre les famílies nobles més poderoses d'Alemanya al final de l'edat mitjana. Malgrat això, i encara que posseïen grans terrenys a Alemanya (Baixa Àustria, Bohèmia i Estíria), aquests rics territoris estaven donats en un règim feudal sota el domini de senyors feudals de major rang, principalment de la Casa dels Habsburg. Va romandre virtualment sota govern espanyol quan el rei Carles V és nomenat també Emperador del Sacre Imperi Romanogermànic. Aquests poders van passar al seu germà Ferran un cop va abdicar.

## Edat moderna
El 1699 el príncep Josef Johann Adam de Liechtenstein va comprar el domini de Schellenberg i el 1712 el comtat de Vaduz. En adquirir aquests dos comtats pretenia, d'aquesta manera, un lloc en el govern del Sacre Imperi Romanogermànic. El 23 de gener de 1719 l'emperador Carles VI va decretar que els comtats de Vaduz i Schellenberg s'unissin per formar un principat amb el nom de Liechtenstein en honor del seu servent Anton Florian de Liechtenstein. És en aquest moment quan Liechtenstein es converteix en un estat sobirà del Sacre Imperi Romanogermànic. Irònicament, tot i que com a prova de la importància política que tenien aquestes compres de territoris, els Prínceps de Liechtenstein no van trepitjar els seus dominis al principat fins a diverses dècades més tard.
El 1806, el Sacre Imperi Romanogermànic va ser envaït per França. Aquest fet va portar grans conseqüències per a Liechtenstein. Les maquinàries legals i polítiques de l'Imperi es van esfondrar quan l'emperador va abdicar. El mateix Imperi es va dissoldre. El resultat de la dissolució va ser que Liechtenstein ja no tenia obligacions per a cap senyor feudal més enllà de les seves fronteres. Algunes publicacions modernes atribueixen (incorrectament) la sobirania de Liechtenstein a aquests successos. En realitat, el seu príncep es va convertir en l'únic senyor sobirà del principat. Després de la separació de l'Imperi Germànic, es va aliar amb la Confederació del Rin, que havia estat creada per Napoleó I.

## Segle XX
Fins al final de la Primera Guerra Mundial estava fortament lligat amb l'Imperi Austrohongarès, però la devastació econòmica causada per aquest conflicte va forçar al país a concloure una unió monetària i duanera amb Suïssa. Durant la Segona Guerra Mundial Liechtenstein va romandre neutral, però va mantenir cooperació i tracte de favor amb el govern nazi de Hitler per por a la represàlia de ser envaïts.
El 1989, el Príncep Hans-Adam II va succeir al seu pare Franz Josef II en el tron, i el 1996, Rússia va tornar els arxius de la família Liechtenstein, amb la qual acabava així una llarga disputa entre ambdós països. El 1978, Liechtenstein es va convertir en un membre del Consell d'Europa, i posteriorment, el 1990, es convertí en membre de les Nacions Unides, de l'Associació Europea de Lliure Comerç el 1991 i de l'Espai Econòmic Europeu i l'Organització Mundial del Comerç el 1995.
En un referèndum convocat a 16 de març de 2003, el Príncep Hans-Adam, que havia amenaçat d'abandonar el país si perdia, va guanyar amb una àmplia majoria (64,3%) a favor de canviar la constitució per lliurar-li més poders que a cap altra monarquia a Europa. La nova constitució atorga al príncep el poder de dissoldre governs i aprovar els candidats a jutges, i li permet també de vetar lleis, durant sis mesos, pel simple fet de no signar-les.